# 古克礼
克里斯托弗·卡伦（英語：Christopher Cullen；1946年—），中文名古克礼，男，英国汉学家。研究领域为中国科学史，包括数学史、天文史和医学史等。

## 生平
古克礼获得牛津大学工程系硕士学位和伦敦大学亚非学院中国古典文献博士学位。2003年10月至2013年12月担任李约瑟研究所所长。擅长汉朝历史，2004年将《算数书》全文翻译为英文。

## 家庭
妻子詹嘉玲是法国汉学家。

## 著作
- Cullen, Christopher. . Cambridge ; New York: Cambridge University Press. 1996. ISBN 0521550890.
- ——. . Past & Present. 1980, (87): 39–53. JSTOR 650565.
- --, and Vivienne Lo, eds., Medieval Chinese Medicine: The Dunhuang Medical Manuscripts（页面存档备份，存于）. Taylor & Francis, Needham Research Institute Series,  2004.   ISBN 9781134291311.